# Tell Him
Tell Him è una canzone cantata in duetto da Barbra Streisand e Céline Dion, e inserita nei rispettivi album Higher Ground (ventisettesimo per Streisand) e Let's Talk About Love (quinto in lingua inglese per Dion), entrambi pubblicati nel 1997. Il brano è stato scritto da Linda Thompson e dai produttori Walter Afanasieff e David Foster e pubblicato come singolo principale dei due album il 3 novembre 1997. La canzone ottenne molte recensioni positive da parte della critica e si posizionò nelle top ten di Europa e Australia. Tell Him fu candidata per il Grammy Award alla miglior collaborazione vocale pop della 40ª edizione dei Grammy Award. In seguito, la canzone è stata inclusa nei greatest hits delle due cantanti: The Essential (2002), Duets (2002) e The Ultimate Collection (2010) della Streisand e The Collector's Series, Volume One (2000), My Love: Essential Collection (2008) e The Best of Celine Dion e David Foster (2012) della Dion.

## Antefatti
Il 24 marzo 1997, Céline Dion si esibì per ben due volte nella stessa cerimonia di premiazione degli Academy Awards diventando la prima artista a farlo. Oltre a cantare Because You Loved Me, Céline interpretò I Finally Found Someone, una canzone che Barbra Streisand registrò con Bryan Adams, per un film che aveva diretto, prodotto e interpretato: L'amore ha due facce. La Streisand non si esibì quella sera e a cantare il brano sarebbe stato eseguito da Natalie Cole, ma un brutto raffreddore l'aveva trattenuta a Montréal. Ventiquattro ore prima dello spettacolo, fu chiesto di sostituire la Cole alla Dion che nonostante fosse nervosa, accettò e interpretò il brano.
Alcuni giorni dopo, Barbra inviò alla sua collega i fiori e un biglietto, dove c'era scritto: "Ho visto il nastro in seguito, hai cantato la mia canzone magnificamente e mi pento di non essere stata in sala ad ascoltarti, la prossima volta ne facciamo uno insieme. Mi sono augurata realmente che la tua canzone avrebbe vinto, tu sei una cantante meravigliosa ". Quel biglietto non fu lasciato senza una risposta e René Angélil convocò David Foster per scrivere una canzone per le due artiste, e il risultato è stato Tell Him. Citando la Streisand come uno dei suoi idoli più importanti, Céline aveva sempre voluto cantare con lei ma temeva di avvicinarsi troppo al suo idolo, spiegando: "Praticamente non serve nulla per distruggere la tua immagine di loro. E altrettanto poco per schiacciarti".

## Contenuti, videoclip musicale e interpretazioni dal vivo
In tutto il mondo il singolo fu pubblicato nell'autunno 1997 in un CD che conteneva oltre alla versione radiofonica di Tell Him altre due tracce. I due brani che accompagnavano il singolo sono Everything Must Change di Barbra Streisand, tratto dal suo album Higher Ground e Where Is the Love di Céline Dion, tratto dall'album della cantante canadese, Let's Talk About Love.
Per il singolo fu realizzato anche il videoclip musicale, diretto da Scott Lochmus e presentato in anteprima su VH1, il 24 ottobre 1997. Il videoclip mostra le due artiste durante la registrazione del loro brano. In alcune scene sono presenti anche gli autori di Tell Him, Linda Thompson, David Foster e Walter Afanasieff. Il video è stato incluso come bonus track sul DVD pubblicato da Céline Dion nel 1999, Au cœur du stade.
Tell Him non fu mai interpretato dal vivo in duetto. Barbra Streisand e Céline Dion erano in programma di interpretare il loro brano durante la cerimonia della 40ª edizione dei Grammy Awards, in cui la canzone era candidata nella categoria Miglior collaborazione vocale pop; questa doveva essere la prima esibizione dal vivo di Tell Him. Tuttavia, la performance fu annullata a causa di una influenza contratta nuovamente dalla Streisand. Il disturbo impedì alla cantante di assistere alle prove con Céline, sebbene lei affermò che in origine aveva intenzione di assistere comunque alla performance. Il portavoce della cantante americana comunicò che la Streisand fu "estremamente delusa dal fatto che sarebbe stata in grado di cantare a causa della sua continua influenza e febbre".
Céline Dion durante la sua tournée del 1998-1999, il Let's Talk About Love World Tour, cantò il brano in duetto virtuale con la sua collega Barbra Streisand.

## Recensioni da parte della critica
La canzone ha ricevuto molte recensioni positive da parte dei critici musicali. Stephen Thomas Erlewine di AllMusic scrisse nella sua recensione di Let's Talk About Love, che Tell Him "brilla nel modo più brillante". Nella recensione di Higher Ground lo ha evidenziato e ha scritto: "Higher Ground comprende sia canzoni tradizionali che materiale nuovo (anche Tell Him, un duetto esagerato con Céline Dion, tocca vagamente su quel tema)". Il redattore di AllMusic, Matthew Greenwald, in una recensione del singolo scrisse:"Le loro voci si fondono molto bene in questa canzone, con entrambe le cantanti che si scambiano e si uniscono con una meravigliosa rassicurazione. Musicalmente, la canzone è dominata da quello che, sfortunatamente, è un arrangiamento piuttosto bizzarro. Questo tende a intralciare la melodia molto carina. L'arrangiamento complessivo sembra uscito dalla scuola di sovrapproduzione degli anni '80, ed è un po' stucchevole. Tuttavia, i cantanti portano la canzone in un posto più alto con la loro performance, e la canzone e la registrazione sono invecchiate abbastanza bene nonostante ciò". Su The New York Observer Jonathan Bernstein scrisse riguardo alla canzone:" il fulcro di Let's Talk About Love è Tell Him, un duetto con Barbra Streisand. Chiunque abbia visto, attraverso le fessure delle sue dita, il video di Tell Him in cui la signora Dion si riferisce alla signora Streisand come un cerbiatto appena nato che nuota contro sua madre, sentirà che non è una faccia da diva. Le due cantanti si danno spazio per emulare, restringendosi fino agli ultimi cori prima di trasformarsi in qualcosa di simile a un paio di ubriachi che lottano sul microfono nella serata karaoke".
Il duetto ricevette anche recensioni sfavorevoli. Il redattore di Entertainment Weekly, David Browne, ha scritto: "La Streisand scivola come buttah nel duetto Tell Him - facendo in modo che la Dion assomigli alla margarina nel processo - ma la canzone è un'ode alla sottomissione".

## Successo commerciale
Il 7 ottobre 1997 Tell Him cominciò a girare per le radio statunitensi. Questo duetto fu tuttavia respinto dalle radio di genere Adult Contemporary. Anche se il singolo fu un grande successo nelle classifiche di quest'ultimo genere, la Sony Music Entertainment annullò il rilascio della versione unica per gli Stati Uniti, perché non ebbe un supporto abbastanza ampio per mettere la canzone in cima alle classifiche. Tell Him riuscì comunque a raggiungere la top ten della Billboard Hot Adult Contemporary Tracks, posizionandosi in quinta posizione. Tuttavia il singolo fu un grande successo al di fuori degli Stati Uniti.
In Canada il singolo si posizionò alla numero uno della classifica RPM Adult Contemporary Tracks mentre nella classifica generale dei singoli più venduti Tell Him arrivò alla 47ª posizione. Nella Billboard Canadian Singles Chart, stilata da Nielsen Soundscan, il singolo raggiunse la numero dodici.
Tell Him raggiunse la numero uno nei Paesi Bassi, la numero due in Irlanda, la numero tre in Belgio, Francia e Regno Unito, la numero 4 in Italia, Spagna e Svizzera, e fu nelle top ten di molti altri paesi. La canzone raggiunse la terza posizione anche nella Eurochart Hot 100 Singles.
Il singolo vendette molto bene in tutto il mondo, ricevendo certificazioni di platino in Belgio e Olanda e dischi d'oro in Australia, Francia, Norvegia, Regno Unito e Svizzera.

## Formati e tracce
CD Singolo Promo (Argentina) (Epic: 2-000356)
1. Dile (Tell Him) – 4:50 (David Foster, Linda Thompson, Walter Afanasieff)

CD Singolo Promo (Australia; Messico) (Epic: SAMP 982; Epic: PRCD 97139)
1. Tell Him (Radio Version) (Foster, Thompson, Afanasieff)
2. Tell Him (Album Version) (Foster, Thompson, Afanasieff)

CD Singolo (Australia; Canada) (Columbia: 665256 2; Columbia: 665305 2)
1. Barbra Streisand, Céline Dion – Tell Him (Radio Version) – 4:51 (Foster, Thompson, Afanasieff)
2. Barbra Streisand – Everything Must Change – 4:03 (Bernard Ighner)
3. Céline Dion – Where Is the Love – 4:59 (Corey Hart)

CD Singolo Promo (Europa) (Columbia: SAMPCS 4718)
1. Tell Him – 4:53 (Foster, Thompson, Afanasieff)

CD Maxi Singolo (Europa; Giappone) (Columbia: COL 665205 2; Sony Records: SRCS-8540)
1. Barbra Streisand, Céline Dion – Tell Him (Radio Edit) – 4:51 (Foster, Thompson, Afanasieff)
2. Barbra Streisand – Everything Must Change – 4:03 (Ighner)
3. Céline Dion – Where Is the Love – 4:59 (Hart)

CD Singolo (Francia) (Columbia: 665205 1)
1. Tell Him (Radio Edit) (Foster, Thompson, Afanasieff)
2. Tell Him (Album Version) (Foster, Thompson, Afanasieff)

CD Singolo Promo (Germania; Regno Unito) (Columbia: 665205-1; Columbia: XPCD 2211)
1. Tell Him (Radio Version) (Foster, Thompson, Afanasieff)
2. Tell Him (Album Version) (Foster, Thompson, Afanasieff)

CD Maxi Singolo (Regno Unito; Stati Uniti) (Columbia: 665305 2; 550 Music: 36K 78740)
1. Barbra Streisand, Céline Dion – Tell Him (Radio Edit) – 4:51 (Foster, Thompson, Afanasieff)
2. Barbra Streisand – Everything Must Change – 4:03 (Ighner)
3. Céline Dion – Where Is the Love – 4:59 (Hart)

CD Singolo Promo (Stati Uniti) (550 Music: BSK 3469)
1. Tell Him (Radio Edit) (Foster, Thompson, Afanasieff)
2. Tell Him (Album Version) (Foster, Thompson, Afanasieff)

CD Maxi Singolo (Sudafrica) (Epic: CDSIN 233)
1. Barbra Streisand, Céline Dion – Tell Him (Radio Edit) – 4:51 (Foster, Thompson, Afanasieff)
2. Barbra Streisand – Everything Must Change – 4:03 (Ighner)
3. Céline Dion – Where Is the Love – 4:59 (Hart)

CD Singolo Promo (Ungheria) (SMEHP 101)
1. Tell Him (Radio) – 4:52 (Foster, Thompson, Afanasieff)

LP Singolo 7" (Stati Uniti) (550 Music: 36 78737)
1. Tell Him – 4:51 (Foster, Thompson, Afanasieff)

LP Singolo 12" (Europa) (Columbia: COL 665205 6)
1. Barbra Streisand, Céline Dion – Tell Him (Radio Edit) – 4:50 (Foster, Thompson, Afanasieff)
2. Barbra Streisand – Everything Must Change – 4:02 (Ighner)
3. Barbra Streisand, Céline Dion – Tell Him (Album Version) – 4:51 (Foster, Thompson, Afanasieff)
4. Céline Dion – Where Is the Love – 5:00 (Hart)

MC Singolo (Australia, Regno Unito) (Columbia: 665256 8; Columbia: 665305 4)
1. Barbra Streisand, Céline Dion – Tell Him (Radio Edit) – 4:50 (Foster, Thompson, Afanasieff)
2. Barbra Streisand – Everything Must Change – 4:02 (Ighner)
3. Céline Dion – Where Is the Love – 4:59 (Hurt)

## Classifiche

### Classifiche settimanali
| Classifica (1997-1998)                                 | Posizione massima raggiunta |
| ------------------------------------------------------ | --------------------------- |
| Australia (ARIA)                                       | 9                           |
| Austria (Ö3 Austria Top 40)                            | 23                          |
| Belgio Fiandre (Ultratop 50)                           | 3                           |
| Belgio Vallonia (Ultratop 50)                          | 3                           |
| Canada (Billboard Canadian Singles Chart)              | 12                          |
| Canada (RPM 100 Hit Tracks)                            | 47                          |
| Canada (RPM Adult Contemporary Tracks)                 | 1                           |
| Europa (Eurochart Hot 100 Singles)                     | 3                           |
| Francia (SNEP)                                         | 4                           |
| Germania (Media Control Charts)                        | 25                          |
| Irlanda (IRMA)                                         | 2                           |
| Islanda (Íslenski Listinn Topp 40)                     | 26                          |
| Italia (FIMI)                                          | 11                          |
| Italia (Hit Parade Italia)                             | 5                           |
| Norvegia (VG-lista)                                    | 8                           |
| Paesi Bassi (Dutch Top 40)                             | 1                           |
| Paesi Bassi (Single Top 100)                           | 2                           |
| Québec (ADISQ)                                         | 1                           |
| Regno Unito (Official Singles Chart Top 100)           | 3                           |
| Romania (Romanian Top 100 Singles Airplay)             | 1                           |
| Scozia (Official Scottish Singles Sales Chart Top 100) | 3                           |
| Spagna (AFYVE)                                         | 4                           |
| Svezia (Sverigetopplistan)                             | 27                          |
| Svizzera (Schweizer Hitparade)                         | 4                           |
| Stati Uniti (Billboard Hot 100 Airplay)                | 58                          |
| Stati Uniti (Billboard Hot Adult Contemporary Tracks)  | 5                           |

### Classifiche di fine anno
| Classifica (1997)                                              | Posizione |
| -------------------------------------------------------------- | --------- |
| Australia (ARIA)                                               | 46        |
| Belgio Fiandre (Ultratop Singles jaaroverzichten 1997)         | 30        |
| Belgio Vallonia (Ultratop Singles rapports annuels 1997)       | 15        |
| Canada (RMP '97 Year End ...Top 100 Adult Contemporary Tracks) | 24        |
| Francia (SNEP, Classement Singles - année 1997)                | 33        |
| Italia (Hit Parade Italia)                                     | 62        |
| Paesi Bassi (Top 40 Jaargang 1997)                             | 48        |
| Paesi Bassi (Dutch Chart Jaaroverzichten - Single 1997)        | 24        |
| Norvegia (VG-lista - Topp 20 Single Julen 1997)                | 13        |
| Regno Unito (Official Singles Chart - 1997)                    | 33        |
| Romania (Romanian Top 100 Singles Airplay)                     | 36        |
| Classifica (1998)                                              | Posizione |
| Belgio Fiandre (Ultratop Singles jaaroverzichten 1998)         | 80        |
| Belgio Vallonia (Ultratop Singles rapports annuels 1998)       | 89        |
| Canada (RPM's Top 100 Adult Contemporary Tracks of 1998)       | 71        |
| Europa (Eurochart Hot 100 Singles 1998)                        | 46        |
| Paesi Bassi (Top 40 Jaargang 1998)                             | 57        |
| Paesi Bassi (Dutch Chart Jaaroverzichten - Single 1998)        | 16        |
| Svizzera (Schweizer Jahreshitparade)                           | 32        |

### Classifiche di fine decennio
| Classifica (1990-1999)                   | Posizione |
| ---------------------------------------- | --------- |
| Francia (SNEP)                           | 875       |
| Paesi Bassi (Dutch Decenniumlijst: 90's) | 73        |

## Crediti e personale
Registrazione
- Registrato ai Wally World Studios di Pittsburgh (PA), Record Plant Studios di Los Angeles (CA), The Hit Factory di New York (NY), Chartmarker Studios di Malibu (CA), Paramount Recording Studios di Hollywood (CA)

Personale
- Arrangiato da - Walter Afanasieff, David Foster
- Mixato da - Humberto Gatica
- Musica di - Walter Afanasieff, David Foster, Linda Thompson
- Produttore - Walter Afanasieff, David Foster
- Testi di - Walter Afanasieff, David Foster, Linda Thompson

## Cronologia di rilascio
| Paese       | Data            | Formato           |
| ----------- | --------------- | ----------------- |
| Australia   | 1997            | CD • Musicassetta |
| Canada      | 1997            | CD                |
| Europa      | 1997            | CD • Vinile (12") |
| Francia     | 1997            | CD                |
| Giappone    | 1 dicembre 1997 | CD                |
| Regno Unito | 1997            | Musicassetta      |
| Regno Unito | 3 novembre 1997 | CD                |
| Stati Uniti | ottobre 1997    | Vinile (7")       |
| Stati Uniti | 4 novembre 1997 | CD                |
| Sudafrica   | 1997            | CD                |